# Bertha Maria-hemmet
Bertha Maria-hemmet är en av Helsingfors stads äldsta svenskspråkiga dagvårdsinstitutioner (barnomsorg). Det nyuppförda huset på Tölögatan 47 öppnade dörrarna för dagvårdsverksamhet i september 1910. Den tidigare Tölö folkbarnträdgård kunde efter femton års verksamhet i andra lokaler flytta in i det nyuppförda huset och fortsätta där.  År 1910 fanns det på svenskt håll i Helsingfors endast ett fåtal småbarnsskolor eller barnträdgårdar och Bertha Maria-hemmet är ett av de äldsta.

## Tölö folkbarnträdgård
Redan innan Bertha Maria-hemmets historia började 1910 hade man i Tölö under flera år bedrivit liknande verksamhet. Tölö folkbarnträdgård grundades 1895 på initiativ av Aurora Karamzin. Hon beskrivs som en välgörare med varmt engagemang för barn, ungdom, sjuka, gamla, värnlösa och nödställda. Hon stödde även konstnärliga, litterära och allmännyttiga ändamål. Hon grundade ålderdomshem, sjukstugor och större institutioner så som diakonissanstalten. Karamzin ansåg även att småbarnsfostran var viktig. I Villa Toivo fanns en barnträdgård. Aurora Karamzin deltog inte i det praktiska arbetet, men barnträdgården som öppnades i Tölö januari 1895 bekostades till största delen av henne. Till en början fungerade den helt på frivillig grund. Sigrid Lydia Wendell fick från början ansvaret för den nya barnträdgården och hon arbetade utan ersättning i drygt ett års tid fram till det att Helsingfors stad beviljade bidrag för verksamheten. 
Helsingfors stad övertog 1931 helt och hållet de existerande barnträdgårdarna vilket ledde till att ekonomin i dessa stabiliserades. Tidigare hade man varit beroende av understöd och bidragsgivare. En barnträdgårdsdirektion (grundad 1915) beslöt om barnträdgårdarnas ekonomi, utveckling och personal, samt övervakade verksamheten. Aurora Karamzin dog 1902 och barnträdgården sades upp. Det fanns ont om lämpliga lokaler i det då glest bebyggda Tölö. Man hittade sedermera en ny lokal (nuvarande adress Mannerheimvägen 29 eller 31-33 ).

## Bertha Maria Paulig
Bertha Maria-hemmet har fått sitt namn efter Bertha Paulig, gift med Gustav Paulig (1850–1907) född Bohnhof. Gustav Paulig hade ett företag som blivit känt för kaffeimport och kaffeförädling. Familjen Bohnhof och Aurora Karamzin var bekanta och bodde nära varandra under Berthas barndom. 
I december 1901 då paret Paulig firade silverbröllop beslöt de att donera en summa pengar till Helsingfors stad. De hade redan tidigare understött Tölö folkbarnträdgård i dess trängda situation. Summan de valde att donera var 20 000 mark vilket skulle utgöra grundplåt för ett eget hus för Tölö folkbarnträdgård. En förutsättning var att barnträdgården skulle bära namnet Bertha Maria-hemmet.
Bertha Paulig var inte bara initiativtagare till Bertha Maria-hemmet utan en tidstypisk välgörare. Hon kom också att vara en av de första kvinnliga företagscheferna i Finland. Efter sin makes död 1907 ledde hon sin makes företag Gustav Paulig fram till år 1919. Detta var de svåra åren under första världskriget. Hennes engagemang räckte även till barnträdgården och hon kom att understöda föreningen ekonomiskt med donationer på sammanlagt mer än 100 000 mark. Efter Bertha Pauligs bortgång i augusti 1923 har släkten Paulig deltagit i Bertha Maria-hemmets angelägenheter. I övre våningen hänger alltjämt konsuln och konsulinnan Pauligs porträtt som en påminnelse om husets ursprung.